# Verfassungsreferendum in Kirgisistan 2021
Das Verfassungsreferendum in Kirgisistan 2021 wurde in zwei Wahlgängen am 10. Januar und 11. April 2021 in der Kirgisischen Republik abgehalten. In dem zweistufigen Prozess stimmten die wahlberechtigten Kirgisen im ersten Wahlgang über das zukünftige Regierungssystem und im zweiten Wahlgang über die Annahme einer neuen Verfassung ab.
Der erste Wahlgang am 10. Januar ergab eine deutliche Mehrheit für die Einführung eines präsidentiellen Regierungssystems. Damit stimmten die Wähler den Reformvorschlägen von Sadyr Dschaparow, der parallel auch die Präsidentschaftswahl für sich entscheiden konnte, im ersten Wahlgang zu. Auch im zweiten Wahlgang am 11. April wurde der Kurs Dschaparows durch die Annahme der neuen Verfassung unterstützt.

## Hintergrund
Die Parlamentswahl am 4. Oktober 2020 stürzte die Kirgisische Republik in eine politische Krise. Nach Massenprotesten in der Hauptstadt Bischkek aufgrund von Hinweisen auf Stimmenkauf und den Missbrauch staatlicher Ressourcen im Wahlkampf wurde das Wahlergebnis am 6. Oktober von der Zentralen Wahlkommission annulliert. Am selben Tag trat die Regierung um Premierminister Kubatbek Boronow zurück, am 15. Oktober stellte auch Präsident Sooronbai Dscheenbekow sein Amt nach anhaltenden Protesten zur Verfügung. Als Profiteur ging der vormals wegen Geiselnahme inhaftierte Politiker Sadyr Dschaparow aus der Krise hervor. Er wurde zum neuen Premierminister gewählt und übernahm nach dem Rücktritt Dscheenbekows kommissarisch das Amt des Präsidenten. Aus dieser Machtposition besetzte er Schlüsselpositionen mit engen Vertrauten und präsentierte inhaltliche Eckpunkte seines Reformprogramms, wobei er bereits Änderungen der Verfassung ankündigte. Am 14. November trat Dschaparow vom Amt des kommissarischen Präsidenten zurück, um verfassungsgemäß bei der Präsidentschaftswahl 2021 kandidieren zu können.

## Organisation
Am 9. und 10. Dezember wurde im kirgisischen Parlament in erster und zweiter Lesung der Abhaltung eines Verfassungsreferendums zugestimmt. Die Reform der Verfassung wird dabei durch ein zweistufiges Referendum vollzogen: Am 10. Januar 2021 stimmten die wahlberechtigsten Kirgisen für einen Wechsel vom parlamentarischen zu einem präsidentiellen Regierungssystem. Am 11. April findet parallel zu landesweiten Lokalwahlen ein zweiter Wahlgang statt, bei dem über die Annahme einer neuen Verfassung abgestimmt wird. Für die Gültigkeit des Referendums ist in beiden Wahlgängen eine Wahlbeteiligung von mindestens 30 % nötig. Die Durchführung eines Verfassungsreferendums ist in Kirgisistan keine Neuheit, sondern wurde bereits mehrfach in der kirgisischen Geschichte angewandt. Von großer Bedeutung war beispielsweise das Verfassungsreferendum 2010, bei dem die Wende zum parlamentarischen Regierungssystem mit breiter Mehrheit angenommen wurde.

## Inhalt
Ein vorläufiger Verfassungsentwurf für die Ausgestaltung eines präsidentiellen Regierungssystems wurde am 17. November vorgestellt. Der Entwurf war Grundlage der Beratungen der Verfassungsversammlung, die am 20. November 2020 vom damaligen kommissarischen Präsidenten Talant Mamytow zur Erarbeitung der neuen kirgisischen Verfassung eingesetzt wurde. Am 9. Februar 2021 wurde ein überarbeiteter Entwurf veröffentlicht, der daraufhin im kirgisischen Parlament diskutiert wurde. Am 2. März 2021 stimmte der zuständige Ausschuss dem Entwurf mit geringfügigen Anpassungen zu, sodass dieser als Grundlage für die Abstimmung über die Annahme einer neuen Verfassung am 11. April dienen kann.
Der Verfassungsentwurf sieht inhaltlich einschneidende Veränderungen des kirgisischen Regierungssystems vor. Demnach soll das kirgisische Parlament von bis dahin 120 auf 90 Abgeordnete verkleinert werden und an Bedeutung verlieren, während die Kompetenzen des Präsidenten deutlich ausgeweitet werden. Konkret soll der Präsident basierend auf der neuen Verfassung berechtigt sein, ohne Zustimmung des Parlaments eine Volksabstimmung über politische Themen zu initiieren, Regierungsmitglieder sowie Richter am Obersten Gerichtshof und am Verfassungsgericht zu ernennen und zu entlassen und sich für eine zweite Amtszeit als Präsident zu bewerben, was die aktuelle Verfassung Kirgisistans ausschließt.
Mit dem sogenannten Kurultai wird darüber hinaus ein weiteres politisches Organ geschaffen. Die Bezeichnung stand früher für Zusammenkünfte mongolischer Khans, im modernen Kirgisistan soll das Kurultai eine Kontrollfunktion über das Parlament und die Regierung ausüben. Das Kurultai soll aus lokalen Abgesandten, die nicht direkt gewählt werden, sondern bei informellen Entscheidungsprozessen auf lokaler Ebene bestimmt werden, bestehen und kann unter anderem der Regierung das Misstrauen aussprechen und diese damit zum Rücktritt zwingen. Auch ein Misstrauensvotum gegen den Präsidenten soll demnach möglich sein, in diesem Fall muss das Kurultai allerdings erst zwei Warnungen aussprechen, ehe der Präsident in einer dritten Abstimmung tatsächlich abgesetzt werden kann. Die Gesetzgebungskompetenz verbleibt auch nach der Reform beim Parlament, allerdings kann das Kurultai Gesetzesvorschläge einbringen, über die im Parlament entschieden werden muss.
Zu den kontroversesten Abschnitten des Verfassungsentwurfs gehört Artikel 10, der lautet „Ereignisse, die moralischen und ethischen Werten und dem öffentlichen Bewusstsein des Volkes der Kirgisischen Republik widersprechen, könne gesetzlich eingeschränkt werden“. Eine genauere Definition dieser Ereignisse soll im Falle der Annahme der neuen Verfassung durch weitere Gesetze vorgenommen werden.

## Kritik
Die Reformvorhaben Dschaparows wurden von zahlreichen Demonstrationen in der Hauptstadt Bischkek begleitet. Anlässlich der Vorstellung des Entwurfs am 17. November und der Zustimmung zur Abhaltung eines Referendums im Parlament am 10. Dezember 2020 kam es zu größeren Protesten. Die Demonstranten und Nichtregierungsorganisationen warnten vor einer Rückkehr zu einem Präsidialsystem mit autoritären Tendenzen, wie es in den benachbarten Staaten Zentralasiens vorherrscht. Auch eine Einschränkung der Pressefreiheit basierend auf den vorgeschlagenen Verfassungsänderungen wurde befürchtet. Zahlreiche prominente kirgisische Politiker zeigten sich besorgt hinsichtlich der Auswirkungen einer möglichen Verfassungsänderung. Der ehemalige Premierminister Felix Kulow sagte, das Hauptziel der Reform sei die Sicherung der „absoluten Macht des Präsidenten“.
Human Rights Watch übte ebenfalls Kritik an dem Entwurf, der nach Einschätzung der Nichtregierungsorganisation „Menschenrechte untergräbt“ und „ernsthafte Bedenken hinsichtlich des Einsatzes der kirgisischen Regierung für den Schutz der Menschenrechte und der Rechtsstaatlichkeit weckt“. Im Zentrum der Kritik stehen die mögliche Einschränkung der Versammlungs- und Meinungsfreiheit durch Artikel 10 des Entwurfs sowie die Stärkung der Rolle des Präsidenten und die damit einhergehende Schwächung der Gewaltenteilung. Vor diesem Hintergrund forderte Human Rights Watch die Zurücknahme des Verfassungsentwurfs und die Ausarbeitung eines neuen Entwurfs im Einklang mit internationalen Menschenrechtsstandards.
Im Parlament hingegen fand Dschaparow für seine Vorhaben und die Absicht, das Volk über die Verfassungsänderung entscheiden zu lassen, eine stabile Mehrheit. Die Unterstützer seiner Reformpläne verwiesen vor allem auf die Instabilität des parlamentarischen Regierungssystems in Kirgisistan und die mangelnden Fortschritte in den vergangenen Jahren.

## Ergebnis
Der erste Wahlgang am 10. Januar 2021 ergab eine deutliche Mehrheit für ein präsidentielles Regierungssystem in Kirgisistan. Die Wahlbeteiligung bei dem Referendum lag mit knapp 40 % auf dem Niveau der parallel stattfindenden Präsidentschaftswahl.
| Option                             | Stimmen (absolut) | Stimmen (relativ) |
| ---------------------------------- | ----------------- | ----------------- |
| Präsidentielles Regierungssystem   | 1.133.485         | 81,30 %           |
| Parlamentarisches Regierungssystem | 151.931           | 10,90 %           |
| Ablehnung beider Optionen          | 62.145            | 4,45 %            |
| ungültige Stimmen                  | 46.657            | 3,35 %            |
| Wahlbeteiligung                    | 1.394.218         | 39,12 %           |

Der zweite Wahlgang am 11. April 2021 ergab ein deutliches Stimmungsbild zugunsten der neuen Verfassung. Die Wahlbeteiligung lag erneut auf niedrigem Niveau, die notwendige Wahlbeteiligung von 30 % wurde allerdings überschritten. Nach vorläufigen Zahlen der Zentralen Wahlkommission stellte sich das Ergebnis des Referendums folgendermaßen dar:
| Option                                    | Stimmen (absolut) | Stimmen (relativ) |
| ----------------------------------------- | ----------------- | ----------------- |
| Für die Annahme des Verfassungsentwurfs   | 1.026.917         | 79,31 %           |
| Gegen die Annahme des Verfassungsentwurfs | 176.701           | 13,65 %           |
| ungültige Stimmen                         | 89.830            | 6,94 %            |
| Wahlbeteiligung                           | 1.294.076         | 35,90 %           |